# 東郷光宏
東郷 光宏（とうごう みつひろ）は、日本のアニメ監督。四谷光宏という別名義（他にもあるらしいが不明）を使うこともある。
元タツノコプロダクション所属。アニメーターや演出を経て1987年頃、後藤隆幸（現 Production I.G 役員）らと「スタジオ鐘夢」というスタジオを作り、作画や演出をグロスで受注していた。その後はゲーム業界と連携し、『やるドラ』シリーズを初め、数多くの作品を生み出している。

## 主な作品

### テレビアニメ
- Wind -a breath of heart-（総監督・シリーズ構成）
- 月は東に日は西に 〜Operation Sanctuary〜（シリーズ構成・総監修）
- こみっくパーティーRevolution（監督）
- ぺとぺとさん（絵コンテ）※四谷光宏名義
- ラブゲッCHU 〜ミラクル声優白書〜（監督）
- D.Gray-man（絵コンテ）※四谷光宏名義
- もえたん（絵コンテ）※四谷光宏名義
- 極上!!めちゃモテ委員長（絵コンテ）※四谷光宏名義
- テレビまんが 昭和物語（監督）

### OVA
- 蜜×蜜ドロップス（監督）

### ゲーム
- やるドラシリーズ
  - ダブルキャスト（ゲーム総監修）
  - 季節を抱きしめて（ゲーム総監修）
  - サンパギータ（ゲーム総監修）
  - 雪割りの花（ゲーム総監修）
  - スキャンダル（企画原案、開発プロデューサー）
  - BLOOD THE LAST VAMPIRE（ストーリー原案、開発プロデューサー）
- トライアングルアゲイン（監督） 他